# Lev Ponomariov

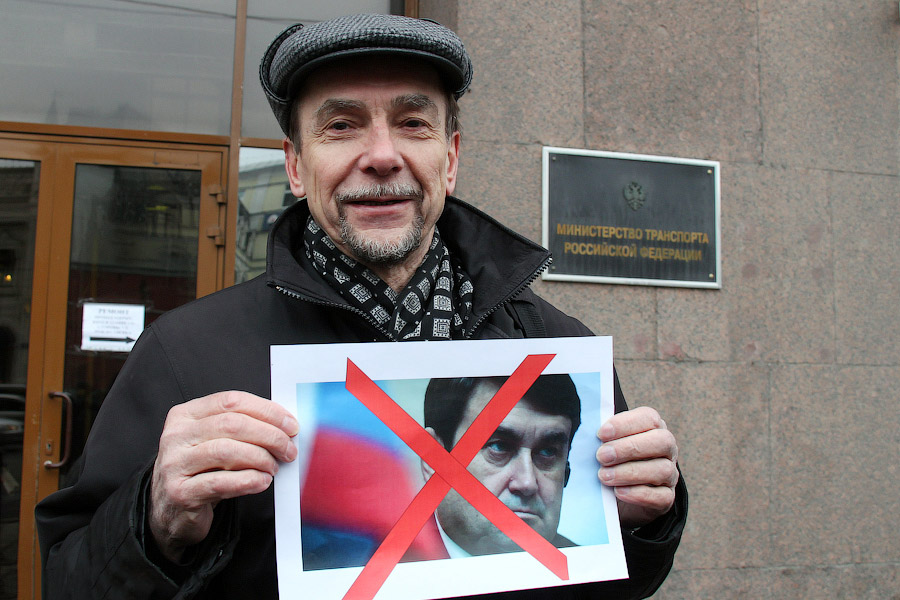
Lev Ponomariov, en el año 2011.

Lev Aleksándrovich Ponomariov (en ruso: Лев Александрович Пономарёв; * 2 de septiembre de 1941 en Tomsk) es un político ruso y activista de los Derechos Humanos. Es el presidente del Movimiento "Za pravá cheloveka" ("Por los Derechos Humanos") y fue de 1990 hasta 1993, diputado de la Duma Estatal de la Federación de Rusia. En 1991-1992, fue el presidente de la Comisión de Encuesta parlamentaria para investigar el intento de golpe de Estado en Moscú. Es miembro del Consejo Político del Movimiento Democrático "Solidárnost".

## Biografía
Se licenció en el Instituto de Física y Tecnología de Moscú (MIPT) en 1965, obtuvo el título de Candidato de Ciencias en 1968. En 1983, obtuvo el título de Dóktor nauk o Doctor en Ciencias Físicas y Matemáticas. Trabajó en el Instituto de Física Teórica y Experimental de la Academia de Ciencias de la Unión Soviética (ITEF) y dio clases, a tiempo parcial, en el Departamento de Física General de la MIPT. En 1989, fue uno de los fundadores de la Asociación Memorial centrada en la recopilación de información y la difusión de materiales sobre el pasado totalitario y la represión política en la Unión Soviética y que también monitorea los derechos humanos en Rusia y otros Estados postsoviéticos.
En 1993, se presentó como candidato en las listas de la Opción de Rusia, pero no salió elegido. Más tarde, consiguió finalmente un mandato como suplente, al fallecer el diputado Vasili Seljunin. De 1994 a 1996, fue elegido diputado de la Duma. En 1997, fundó el Movimiento de los Derechos Humanos.
Pertenece, desde su fundación en julio de 2006, a la asociación "La Otra Rusia" y es miembro de su Comité Ejecutivo. Defendió al antiguo dueño de la compañía Yukos, Mijaíl Jodorkovski y a otros de sus familiares. En 2007, exigió al presidente Putin, la liberación de Jodorkovski. En 2009, junto con otros activistas de "Solidaridad" como Román Dobrojótov, Oleg Kozlovski, Alejandro Ryklin, Serguéi Davidis, Michael Schneider, Vladímir Milov, Garri Kaspárov y Borís Nemtsov, realizaron una sentada ante el Juzgado de distrito Meschanski, con una pancarta solcitando "Libertad para Mijaíl Jodorkovski y Platón Lébedev".
La noche del 31 de marzo de 2009, fue golpeado cerca de su casa. En una reunión de los presidentes de Rusia y de Estados Unidos el 1 de abril de 2009, Barack Obama mencionó, entre otras cosas, el ataque a Ponomariov. A finales de enero de 2010, después de una manifestación en Moscú fue detenidos.
El 10 de marzo de 2010, firmó un manifiesto de la oposición rusa, bajo el título de "Putin tiene que irse." El 25 de agosto de 2010, fue condenado a tres días de prisión por desacato a la bandera nacional de la Federación de Rusia en la calle Arbat el 22 de agosto. El 7 de septiembre del mismo año, fue condenado a cuatro días de prisión por desobediencia a la policía.
En junio de 2013, la policía rusa OMON desalojó y clausuró las oficinas de Ponomariov. El comisionado para los Derechos Humanos, Vladímir Lukín, denunció el hecho como un quebrantamiento de la Constitución rusa.